# Västergötlands runinskrifter 96

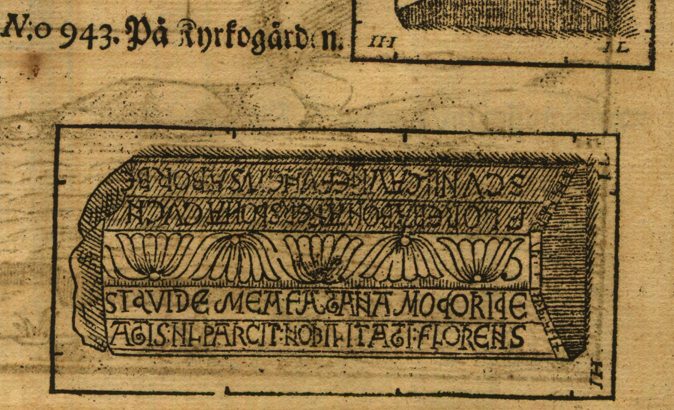
Vg 96 avbildad i Bautil.

Västergötlands runinskrifter 96 är en medeltida runristning på en kistformig gravhäll av sandsten som tidigare fanns på Valtorps kyrkogård, Valtorps socken och Falköpings kommun. Stenens längd är 1,65 meter och dess bredd 0,63 meter. Stenen är starkt vittrad framför allt på kanten av stenen där runinskriften finns. Huvudinskriften på stenen är skriven på latin. Vg 96 förvaras sedan 1868 på SHM. Ristningens konstnärliga utsmyckning och blandningen av versaler och majuskler i den latinska inskriften är karakteristisk för Harald stenmästare och hans skola. Runinskriften har också, förutom den mer sparsamma översättningen nedan, tolkats som "Mäster Harald gjorde stenen".

## Inskriften
Translitterering av runraden:
...--ʀr... ...-rþi · s-...
Normalisering till äldre fornsvenska:
... [gæ]rði(?) s[tæin](?)
Översättning till nusvenska:
... gjorde(?) stenen(?)